# Galilei-Transformation
Die Galilei-Transformation, benannt nach Galileo Galilei, ist die einfachste Koordinatentransformation, mit der physikalische Aussagen von einem Bezugssystem in ein anderes umgerechnet werden können. Sie ist anwendbar, wenn die beiden Bezugssysteme sich durch eine geradlinig-gleichförmige Bewegung, Drehung und/oder eine Verschiebung in Raum oder Zeit unterscheiden. Alle Beobachtungen von Strecken, Winkeln und Zeitdifferenzen stimmen in beiden Bezugssystemen überein, alle Beschleunigungen und Kräfte ebenso. Nur die beobachteten Geschwindigkeiten unterscheiden sich alle um die konstante Relativgeschwindigkeit der beiden Bezugssysteme gegeneinander.
Die Galilei-Transformation ist grundlegend für die klassische Mechanik, denn sie beschreibt dort die Transformation zwischen zwei Inertialsystemen. Bezüglich der Hintereinanderausführung bilden die Galilei-Transformationen eine Gruppe, die Galilei-Gruppe. Nach dem Relativitätsprinzip der klassischen Mechanik müssen die Naturgesetze bezüglich dieser Gruppe kovariant sein.
Im Bereich des Elektromagnetismus ist die Galilei-Transformation nicht anwendbar, sondern muss durch die Lorentz-Transformation ersetzt werden. Dies bildete historisch den Ausgangspunkt für die spezielle Relativitätstheorie.

## Galilei-Transformation
Die Galilei-Transformation besteht aus folgenden Einzeltransformationen, die miteinander kombiniert werden können:
- Translation in der Zeit (1 Parameter): {\displaystyle t\rightarrow t+b}
- Translation im Raum (3 Parameter): {\displaystyle {\vec {r}}\rightarrow {\vec {r}}+{\vec {a}}}
- Drehung mit der orthogonalen Drehmatrix {\displaystyle A} (3 Parameter):  {\displaystyle {\vec {r}}\rightarrow A{\vec {r}}}
- Transformation auf ein Bezugssystem mit gleichförmiger Relativgeschwindigkeit {\displaystyle {\vec {v}}} (3 Parameter): {\displaystyle {\vec {r}}\rightarrow {\vec {r}}+{\vec {v}}\cdot t}

Hierbei wurde die Vektor-Schreibweise verwendet: {\displaystyle {\vec {r}}} bezeichnet den Ortsvektor und {\displaystyle t} die Zeit. Insgesamt gibt es für eine Zeit- und drei Raumdimensionen 10 Parameter.

Für {\displaystyle b=0,{\vec {v}}={\vec {0}}} stellt der räumliche Teil der Galilei-Transformation mit 6 übrigen freien Parametern die eigentliche euklidische Gruppe {\displaystyle \mathrm {E} ^{+}(3)} dar. Die Elemente aus {\displaystyle \mathrm {E} ^{+}(3)} werden dabei als räumliche Koordinatentransformationen aufgefasst (passive oder Alias-Transformation). Galilei-Transformationen zwischen ruhenden Beobachtern sind ein Spezialfall der euklidischen Transformation, die nur die Konstanz der Abstände zweier beliebiger Punkte bei der Transformation fordert und in der klassischen Mechanik der Definition von invarianten oder objektiven Größen dient.

## Gültigkeitsgrenze der Galilei-Transformation

### Klassische Mechanik
Die Unabhängigkeit der Gesetze der Mechanik vom Bewegungszustand bei gleichförmiger Bewegung wurde zuerst von Galileo Galilei erkannt und von Isaac Newton in seinem Buch Principia formuliert. Kräfte sind bei Newton nur von den Beschleunigungen abhängig, und Beschleunigungen ändern sich unter Galilei-Transformationen nicht. Geschwindigkeiten transformieren sich nach dem üblichen vektoriellen Additionsgesetz. Die Gesetze der klassischen Mechanik sind unter Galilei-Transformationen invariant oder kovariant (Galileisches Relativitätsprinzip). Man hielt dies lange Zeit für a priori gegeben und unangreifbar.

### Lorentz-Transformation
Die Elektrodynamik ging bis zum Ende des 19. Jahrhunderts von einem Äther als Träger elektromagnetischer Wellen, einschließlich des Lichts, aus. Die Maxwellschen Gleichungen und die daraus resultierende konstante Lichtgeschwindigkeit {\displaystyle c} als Ausbreitungsgeschwindigkeit der elektromagnetischen Wellen waren jedoch nicht vereinbar mit der Galilei-Transformation.
Ein weiteres Beispiel ist ein geladener Körper, der an einem stromdurchflossenen Leiter vorbeifliegt:
| Ladung und Leiter                                                                       |
| --------------------------------------------------------------------------------------- |
| Leiter mit Ladung                                                                       |
| Ladung q und Leiter mit Strom j. Diese Konfiguration ist nicht Galilei-transformierbar. |

- Eine Ladung {\displaystyle q} fliegt mit der anfänglichen Geschwindigkeit {\displaystyle v} an einem geraden stromdurchflossenen, aber ladungsneutralen Leiter vorbei (siehe Bild). Der Strom im Leiter erzeugt ein Magnetfeld, welches die bewegte Ladung {\displaystyle q} durch die Lorentz-Kraft von ihrer geradlinigen Bewegung ablenkt. Führt man nun eine Galilei-Transformation in ein Inertialsystem durch, in dem die Ladung ruht, so wirkt in diesem System keine Lorentz-Kraft auf die Ladung. Erklärt werden kann dieses scheinbare Paradoxon erst mit der Lorentz-Transformation, bei der sich die Länge des Leiters im Inertialsystem der Ladung verkürzt und der Leiter somit eine relative elektrische Ladung erhält,[1] was zu einem elektrischen Feld führt.

Hendrik Antoon Lorentz, Joseph Larmor und Henri Poincaré untersuchten Ende des 19. Jahrhunderts die Elektrodynamik bewegter Körper und erkannten, dass man diese Probleme lösen könne, indem man die Galilei-Transformation durch die Lorentz-Transformation ersetzt. Dies führte schließlich zur speziellen Relativitätstheorie von Albert Einstein, welche allerdings eine Modifikation der Vorstellungen von Zeit und Raum erforderte.
Für Geschwindigkeiten, die sehr viel kleiner als die Lichtgeschwindigkeit von ca. 300.000 km/s sind, ist die Galilei-Transformation in der Praxis oft eine gute Näherung der Lorentz-Transformation. Für {\displaystyle c\to \infty } geht die Lorentztransformation exakt in die Galileitransformation über. Aber für kleine Geschwindigkeiten ist die Galilei-Transformation kein Grenzfall der Lorentz-Transformation, wie oft fälschlich behauptet wird. Z. B. verschwindet die Zeitdilatation nicht, wenn man zwei Ereignisse mit immer größeren räumlichen Abständen betrachtet. Galilei- und Lorentz-Transformationen sind essentiell unterschiedliche Transformationen, die beide für kleine Geschwindigkeiten gegen die Identitäts-Transformation konvergieren.

## Praktische Anwendung
Im Alltagsleben kann bei mechanischen Problemen fast immer die Galilei-Transformation angewendet werden, da die Korrektur in der Lorentz-Transformation bei irdischen Geschwindigkeiten sehr klein ist. Der Korrekturfaktor liegt oft unterhalb der Messbarkeitsgrenze; selbst in der Himmelsmechanik unseres Planetensystems liegt er z. B. unter 10−8 für die schon recht große Umlaufgeschwindigkeit der Erde um die Sonne (etwa 30 km/s).
Daher gilt die Galilei-Transformation beispielsweise beim Berechnen der Abdrift eines Schiffs oder Flugzeugs. Auch bei den in der Kernphysik betrachteten Stoßprozessen genügt sie zur Umrechnung zwischen Labor- und Schwerpunktsystem meistens (siehe Kinematik (Teilchenprozesse)). Nicht anwendbar ist sie jedoch auf elektrodynamische Phänomene.

## Verwendung der Galilei-Transformation bei der Ableitung der Stoßgesetze durch Huygens
Eine historisch wichtige Anwendung der Galileischen Relativitätstheorie, also der Nutzung der Tatsache, dass die physikalische Beschreibung in unterschiedlichen, durch Galilei-Transformation verbundenen Bezugssystemen gleich ist, ist die korrekte Ableitung der Gesetze des Elastischen Stosses von Christian Huygens (1650er Jahre, veröffentlicht 1669 und 1703 in seinem De Motu Corporum). Er korrigierte dabei die überwiegend falsche Darstellung bei René Descartes, der aber immerhin die richtige Idee hatte, bei der Analyse von Erhaltungsgrößen auszugehen (bei Descartes noch fälschlich {\displaystyle \sum _{i=1}^{2}m_{i}\cdot |v_{i}|} mit den Beträgen der Geschwindigkeiten). Richtig lag Descartes nur beim Fall des Stosses gleicher Massen mit gleichen aber entgegengesetzten Geschwindigkeiten der Teilchen 1,2 vor ({\displaystyle v_{1},v_{2}}) und nach dem Stoß ({\displaystyle u_{1},u_{2}}), wobei die Bewegung in einer Dimension betrachtet wird:
{\displaystyle (v_{1},v_{2})=(v,-v)\rightarrow (u_{1},u_{2})=(-v,v)}
Seine übrigen Ergebnisse waren falsch. Huygens brachte als wesentliches neues Element die Betrachtung von einem anderen, mit konstanter Geschwindigkeit {\displaystyle w} bewegten Bezugssystem, einem Boot bzw. einem Mann am Ufer, der Stoßexperimente im Boot beobachtet (in einem Bild in Huygens Buch als Stoß zweier Pendelkugeln am ausgestreckten Arm zweier Männer skizziert, von denen einer im Boot ist und der andere am Ufer, dort aber genau die von ihm wahrgenommene Bewegung der Kugeln im Boot nachvollzieht):
{\displaystyle (v_{1},v_{2})=(v+w,-v+w)\rightarrow (u_{1},u_{2})=(-v+w,v+w)}
Wählt man z. B. {\displaystyle v=w} erhält man:
{\displaystyle (v_{1},v_{2})=(2v,0)\rightarrow (u_{1},u_{2})=(0,2v)}

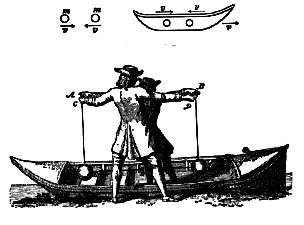
Diskussion des Stoßgesetzes nach Huygens

wofür Descartes das falsche Ergebnis {\displaystyle (2v,0)\rightarrow (-{\frac {3v}{2}},{\frac {v}{2}})} erhalten hatte. Huygens erhielt dagegen mit Hilfe des Galileischen Relativitätsprinzips das korrekte Ergebnis, dass die eine Kugel stoppt und ihren Impuls vollständig auf die andere, vorher ruhende Kugel überträgt. Huygens konnte auch andere Fälle durch geeignete Wahl von {\displaystyle w} behandeln. Allgemein lässt sich in heutiger Begriffsbildung zeigen, dass er das Gesetz der Erhaltung des Impulses beim elastischen Stoß bewies, wobei er den Impuls im Gegensatz zu Descartes korrekt mit Vorzeichen behandelte und die Erhaltung der kinetischen Energie benutzte (bei Huygens indirekt formuliert als eine Bedingung des elastischen Stoßes).  Verwendet man heutige Begriffe, kann dies einfach durch Betrachtung der Erhaltung der kinetischen Energie in einem mit konstanter Geschwindigkeit bewegten Bezugssystem gezeigt werden (die Vorfaktoren {\displaystyle {\frac {1}{2}}} sind weggelassen):
{\displaystyle \sum _{i=1}^{2}m_{i}\cdot {(v_{i}+w)}^{2}=\sum _{i=1}^{2}m_{i}\cdot {(u_{i}+w)}^{2}}
Multipliziert man aus und verwendet den Energiesatz im ruhenden System
{\displaystyle \sum _{i=1}^{2}m_{i}\cdot {(v_{i})}^{2}=\sum _{i=1}^{2}m_{i}\cdot {(u_{i})}^{2}}
folgt der Impuls-Erhaltungssatz:
{\displaystyle \sum _{i=1}^{2}m_{i}\cdot v_{i}=\sum _{i=1}^{2}m_{i}\cdot u_{i}}
Huygens Verwendung des Relativitätsprinzips ist in dem Buch von Ernst Mach über die Entwicklung der Mechanik herausgestellt, das Albert Einstein nachweislich stark beeinflusste und so möglicherweise dessen Verwendung von Bezugssystemen angeregt hat.

## Galilei-Transformation und Erhaltungssätze
Die Naturgesetze ändern sich nicht unter Galilei-Transformation. Der Ausgang eines Experiments bleibt gleich, wenn man seinen Ort einer Galilei-Transformation unterzieht. Eine Verschiebung des Orts oder der Zeit, eine Drehung der Koordinatenachsen sowie die Beschreibung durch einen Beobachter mit konstanter Relativgeschwindigkeit, ändern nichts am Ablauf der beschriebenen physikalischen Prozesse und Ereignisse. Eine solche Invarianz wird auch Symmetrie genannt. Nach dem Noether-Theorem ist jede solche kontinuierliche Symmetrie mit einem Erhaltungssatz verknüpft. Aus der Invarianz der mechanischen Gesetze unter Galilei-Transformationen folgen damit die Erhaltungssätze der klassischen Mechanik. Im Einzelnen:
- Aus der Invarianz unter Verschiebung des Orts folgt die Impulserhaltung.
- Aus der Invarianz unter Verschiebung in der Zeit folgt die Energieerhaltung.
- Aus der Invarianz unter Drehung folgt die Drehimpulserhaltung.

## Galilei-Gruppe und Quantenmechanik
Betrachtet man ein quantenmechanisches System, das in einer Darstellung der Galilei-Gruppe realisiert ist, gibt es im Gegensatz zur üblichen Behandlung als Darstellung der Poincaré-Gruppe der speziellen Relativitätstheorie eine exakte Erhaltung der Masse (sog. Superauswahlregel), das heißt, es gibt keine instabilen Teilchen.
In der Quantenmechanik werden unitäre, projektive Darstellungen im Hilbertraum betrachtet. Bei der in der Elementarteilchenphysik üblicherweise verwendeten Poincaré-, Lorentz- oder der Rotationsgruppe erhält man nach Valentine Bargmann treue Darstellungen durch Betrachtung der universellen Überlagerungsgruppe. Bei der Galileigruppe ist das nicht der Fall. Man erhält nur treue Darstellungen bis auf einen Vorfaktor, in den die Masse als Parameter eingeht. Es gibt eine eindimensional-unendliche Menge nicht äquivalenter Klassen projektiver Darstellungen (parametrisiert durch die Masse), alle nicht-äquivalent zu treuen Darstellungen, und sie sind gerade die physikalisch relevanten Darstellungen.
Weiter lässt sich ableiten, dass auch die innere Energie {\displaystyle E_{0}} eines Teilchens willkürlich wählbar ist. In 3 Raum- und einer Zeitdimension gibt es drei Casimir-Invarianten der zur Galileigruppe gehörigen Lie-Algebra, Masse {\displaystyle M}, die Massenschaleninvariante {\displaystyle ME-{\frac {P^{2}}{2}}=mE_{0}} ({\displaystyle E} ist die Energie, {\displaystyle P} der Impuls) und {\displaystyle {\vec {W}}^{2}} mit {\displaystyle {\vec {W}}=M{\vec {L}}+{\vec {P}}\times {\vec {C}}} (wobei {\displaystyle {\vec {C}}} der Boost-Operator ist entsprechend dem Übergang zu einem System mit anderer Geschwindigkeit) und {\displaystyle {\vec {L}}} der Drehimpuls. Die dritte Invariante lässt sich für {\displaystyle m>0} als {\displaystyle sm} angeben mit dem Spin {\displaystyle s}.
Ein Beispiel der Anwendung ist der Lichtfrontformalismus (Infinite Momentum Frame) in der Elementarteilchenphysik, bei dem man zu einem Bezugssystem mit im Grenzfall unendlich hoher Geschwindigkeit übergeht (wie in typischen Hochenergie-Streuexperimenten). Da man dabei näherungsweise zu einem System mit Galilei-Symmetrie übergeht gibt es erhebliche Vereinfachungen wie Ähnlichkeiten mit der nichtrelativistischen Störungstheorie, Wegfall von Feynmandiagrammen mit Paarerzeugung und -vernichtung und neue Erhaltungsgrößen.